# Jenny Thompson
Jenny Thompson (Danvers, Estats Units 1973) és una nedadora nord-americana, ja retirada, guanyadora de 12 medalles olímpiques (8 d'elles d'or) i considerada una de les millors nedadores de la història.

## Biografia
Va néixer el 26 de febrer de 1973 a la ciutat de Danvers, població situada a l'estat de Massachusetts. Va estudiar a la Universitat de Colúmbia, on es va llicenciar en medicina.

## Carrera esportiva
Va participar, als 19 anys, en els Jocs Olímpics d'Estiu de 1992 celebrats a la ciutat de Barcelona (Catalunya), on va aconseguir guanyar la medalla d'or en les proves de relleus 4x100 metres lliures i 4x100 m. estils i la medalla de plata en la prova dels 100 metres lliures femenins, finalitzant cinquena en els 50 m. lliures i sent eliminada als quarts de final en els 200 metres lliures. En els Jocs Olímpics d'Estiu de 1996 realitzats a Atlanta (Estats Units) aconseguí guanyar la medalla d'or en les proves realitzades: relleus 4x100 metres lliures, 4x200 m. lliures i 4x100 m. estils. En els Jocs Olímpics d'Estiu de 2000 realitzats a Sydney (Austràlia) aconseguí guanyar quatre medalles: la medalla d'or en les proves de relleus 4x100 metres lliures, 4x200 metres lliures i 4x100 metres estils i la medalla de bronze en els 100 metres lliures, a més de finalitzar cinquena en els 100 metres papallona. En els Jocs Olímpics d'Estiu de 2004 realitzats a Atenes (Grècia) aconseguí guanyar les seves dues últimes medalles, la medalla de plata en les proves de relleus 4x100 metres lliures i 4x100 metres estils, a més de finalitzar cinquena en els 100 metres papallona i setena en els 50 metres lliures.
Al llarg de la seva carrera ha guanyat 14 medalles en el Campionat del Món de natació, entre elles set medalles d'or i cinc medalles de plata; 18 medalles en el Campionat del Món de natació en piscina curta, entre elles 11 medalles d'or; 3 medalles en els Jocs Panamericans i 31 medalles en els Campionats de Natació Pan Pacific, entre elles 25 medalles d'or.
L'any 1998 va ser escollida millor nedadora de l'any per part de la revista Swimming World Magazine, i ha estat guardonada amb el títol de millor nedadora americana de l'any el 1993, 1998 i 1999.